# Suzuki Celerio
De Celerio is een auto van Suzuki in de miniklasse. De auto werd in februari 2014 gepresenteerd. Hij dient in Europa als opvolger van de Suzuki Alto en Suzuki Splash. Motorisch is er enkel een 1.0-liter benzinemotor met 50 kW en 93 Nm beschikbaar. Deze kan eventueel geschikt gemaakt worden voor rijden op lpg. Gedurende een korte periode, van 2015-2017, is er ook een 793cc tweecilinder dieselmotor geproduceerd voor de Celerio. Er is een handgeschakelde vijfversnellingsversie en een versie met automatische vijfversnellingsbak.

## Veiligheid
De Suzuki Celerio scoorde 3 van de 5 sterren voor de Euro NCAP test in 2014, en 4 van de 5 sterren in 2015.
Huidige modellen Europa:
Across ·
Ignis ·
Jimny ·
S-Cross ·
Swace ·
Swift · 
Vitara

Huidige modellen internationaal:
Alto Lapin · 
APV ·
Baleno ·
Carry · 
Celerio · 
Equator · 
Ertiga · 
Every ·
S-Presso ·
Landy ·
MR Wagon · 
Palette · 
Solio · 
Wagon R

Uit productie:
Cappuccino · 
Cara ·
Cervo · 
Forenza ·
Fronte · 
Grand Vitara · 
Grand Vitara XL-7 · 
Kei · 
Kizashi · 
Liana · 
LJ · 
Mighty Boy · 
Reno ·
SJ/Samurai · 
Splash ·
Suzulight · 
Twin · 
Verona ·
X-90 · 
XL7 · 
Wagon R+

Concept cars:
A-Star · 
Concept-S · 
Ionis ·
Concept Kizashi · 
Concept Kizashi 2 · 
Concept Kizashi 3 · 
Kizashi Apex Turbo ·
Kizashi EcoCharge ·
LC · 
Makai · 
Mom's Personal Wagon ·
Pixy en SCC · 
P.X · 
Q · 
RIII · 
Regina · 
S-Cross ·
Splash · 
Swift S · 
Swift PHEV ·
SXForce ·
X-Head · 
XA Alpha